# (7906) Melanchton
(7906) Melanchton (3081 P-L) – planetoida z pasa głównego asteroid okrążająca Słońce w ciągu 5,34 lat w średniej odległości 3,05 j.a. Odkryta 24 września 1960 roku.